# Музичні класи Феофанії Базилевич

Музичні класи Феофанії Базилевич

Музичні класи Феофанії Базилевич — музичні класи у Полтаві, відкриті Феофанією Базилевич у 1900 році. У класах навчали гри на фортепіано та хорового співу. Директором був вільний художник Леонід Лісовський, він же вів і клас фортепіано. Гри на фортепіано також навчали Ю. М. Кошевська, С. Й. Грекович. Клас хорового співу вів диригент і викладач співів у навчальних закладах Полтави Іван Ризенко (1846—1932). Згодом стали навчати гри на скрипці, сольного співу, викладати елементарну теорію сольфеджіо, гармонії. Тут також працював хоровий диригент, композитор і педагог Федір Попадич, клас теорії та гармонії вела В. С. Навроцька, клас сольного співу — А. Ваккер та Марія Миколаївна Денисенко (перша вчителька народного артиста СРСР Івана Козловського).
Музичні класи знаходились на вулиці Дворянській (зараз вулиця Пилипа Орлика, 44) Споруда значно постраждала від пожежі у квітні 2014-го На її місці збудували готельно-ресторанний комплекс.